# ネフェルタリ
ネフェルタリ（Nefertari）またはネフェルトイリは、古代エジプト第19王朝時代の王妃。19王朝第3代ファラオ、ラムセス2世の最初の正妃。神后（God's Wife)の称号を持ち、この称号によって多くの富を授けられたとされる。全名はネフェルタリ・メリトエンムト（Nefertari-Meritenmut）。名前の意味は「美しい人 (Nefertari)・女神ムトに寵愛されし者 (Meritenmut)」。

## 出自
ネフェルタリの出自については、彼女は「王の娘」の称号を持っていないので、王族出身ではなく、エジプト貴族の一員であったらしいということを除いて不明である。
また考古学者のティルディスレイはネフェルタリの墓で発見された珠飾りの装飾に前王朝のファラオであるアイのカルトゥーシュが用いられていることを根拠に彼女がアイの一族出身だったのではないかという説を唱えている。

## 生涯
ネフェルタリはラムセス2世の数多い（100人以上の）妃の中で唯一自分の神殿（アブ・シンベル小神殿）を持つ、最も有名な妻であった。彼女が13歳の時に当時15歳、皇位を継承する前のラムセスと結婚した。長男アメンヘルケペシュエフ（Amun-her-khepeshef）が生まれると、彼女は同時期に妃となったイシスネフェルトよりも早く、最初の正妃になった。ネフェルタリは正妃の在位期間は25年ほどであるが、公的記録に残されているのは在位24年目の行事に出席したのが最後である。ネフェルタリは6人の息子と娘をもうけ、治世25年ほどで世を去った。
彼女は死後、王妃の谷（QV66）に埋葬された。QV66は王妃の谷で今まで発見された中で最も保存状態の良い墓であり、最も壮麗であるため「古代エジプトのシスティーナ礼拝堂」と呼ばれている。

## ネフェルタリの地位

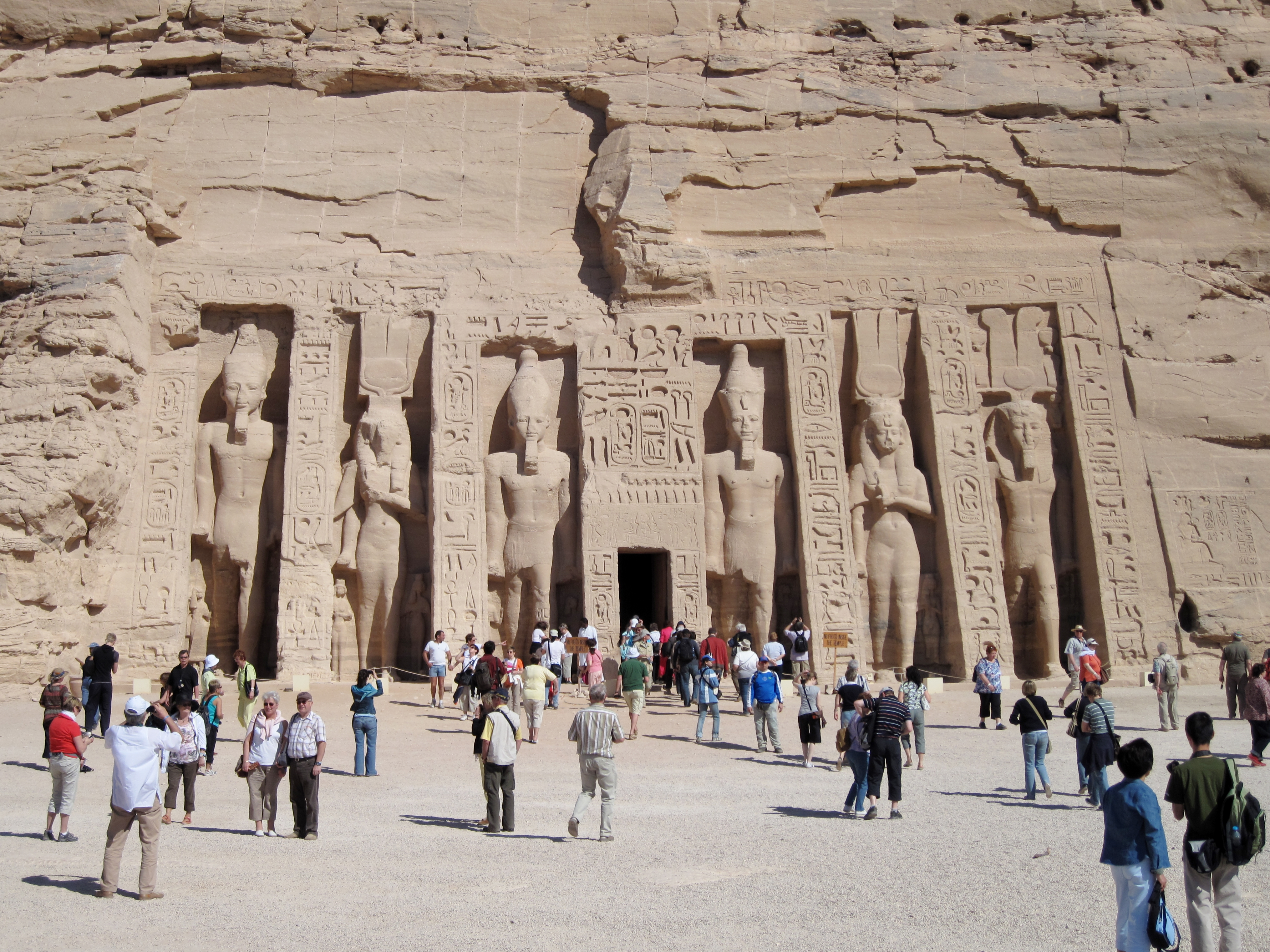
アブ・シンベル小神殿

アブ・シンベルの地において、女神ハトホルとネフェルタリ自身を称え記念して、アブ・シンベル神殿の建造を命じるため、ヌビアに旅した際の航海の様子を描く絵の中にも、ネフェルタリが描かれている。しかし、小神殿中の三分の二以上はラムセス2世自身の壁画であり、主祭壇の下の壁画でもファラオ一人でハトホル女神の庇護を受けている。
またネフェルタリは、アブ・シンベル小神殿（ハトホル神殿）にファラオと同じ大きさの像が築かれており、こういった構図は稀なものである。ただし、新王朝においては正妃の地位がより重要になったため、第18王朝では少なくとも二回の前例がある。

アメンホテプ3世の正妃ティイやアクエンアテンの正妃ネフェルティティにも夫と同じ大きさの像が存在する。また、この二人以外で、イアフメス1世の妹であり妃であるイアフメス＝ネフェルタリ、トトメス2世の正妃であるハトシェプスト女王などが自身の神殿を所有している。特にティイ王妃のセディンガ神殿はアブ・シンベル小神殿の原型とされる。
ファラオの妃たちは、石像や壁画などでも膝までの大きさで表現されるが、ラムセス2世と同じ大きさで築かれたネフェルタリの姿は、ラムセス2世にとって彼女がいかに重要であったかを示しているとされる。ネフェルタリの死を受けたためか、アブ・シンベル小神殿は完成しなかった。
アブ・シンベル大神殿やルクソール神殿など、他の場所ではネフェルタリは伝統的な例に従って、夫の足もとに立つ姿で描かれている。  
ネフェルタリは少なくとも4人の息子と2人の娘、第一王子アメンヘルケプシェフ（Amun-her-khepeshef）、第三王子プレヒルウォンメフ（Pre-hirwonmef）、第十一王子メリラー(Meryre）、第十六王子メリアトゥム（Meryatum）、第四王女メリトアメン（Meritamen）、第七王女へヌトタアウィ（Henuttawy）をラムセスとの間にもうけたが、彼らは誰一人として王位を継ぐことはなかった。ラムセスの後継者となったのはイシスネフェルト1世王妃との子メルエンプタハであった。

## ラムセス2世の妃たち
ネフェルタリはラムセス2世の即位前、彼が15歳の王子であったときに結婚したが、ラムセスの妃のなかでも、上エジプトにおいてもっとも重要な妃の地位にあったと考えられている。
アブ・シンベル小神殿の柱に、彼女について言及した碑文が残されている。：
「偉大なる王の妻、ネフェルタリ・メリトエンムト。太陽は彼女のために輝く、そして彼女に生命と愛を与えた。」
ただし下エジプトにおいては、未だその墓所が明らかでないイシスネフェルト1世が、もっとも重要なラムセスの妃であったと考えられている。彼女は少なくとも3人の王子、2人の娘を産んだ。彼女の出自や、正妃としての在位期間、他の情報は一切不明である。
ラムセス2世即位22年、イシスネフェルトの娘ビントアナトが父の正妃となった。前後してネフェルタリ、メリトアメン 、ネベイタウェイ、ヘヌトミラー、マートネフェルラ一と権力を分かち合う。父ラムセス2世との間に名前不詳の娘がいる 。
ラムセス2世即位25年、ネフェルタリ死後、彼女の娘メリトアメンも正妃となった。ビント・アナトとメリトアメン、この2人の異母姉妹はそれぞれ宮廷で重要な役割を果たし、ラムセス2世が最も可愛いがったとされる王女達でもある。  
メリトアメン死後、イシスネフェルトのもう一人の娘ネベイタウェイとラムセス2世の妹、ヘヌトミラーが前後して正妃になった。  

## 墓
1904年にエルネスト・スキャパレッリによって発掘される。第19王朝、新王国時代のもので、装飾の美しさで知られている。階段を下りると大きな入り口があり、その先には一玄室、横に副室がある。さらに下へと降りると、主玄室があり、四本の柱と三つの付属貯蔵室が飾りになっている。